# 產業民主

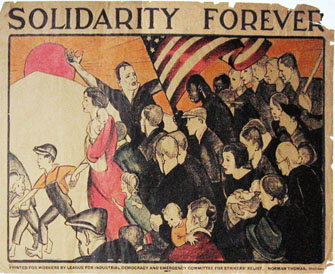
美國大蕭條期間訴求產業民主海報

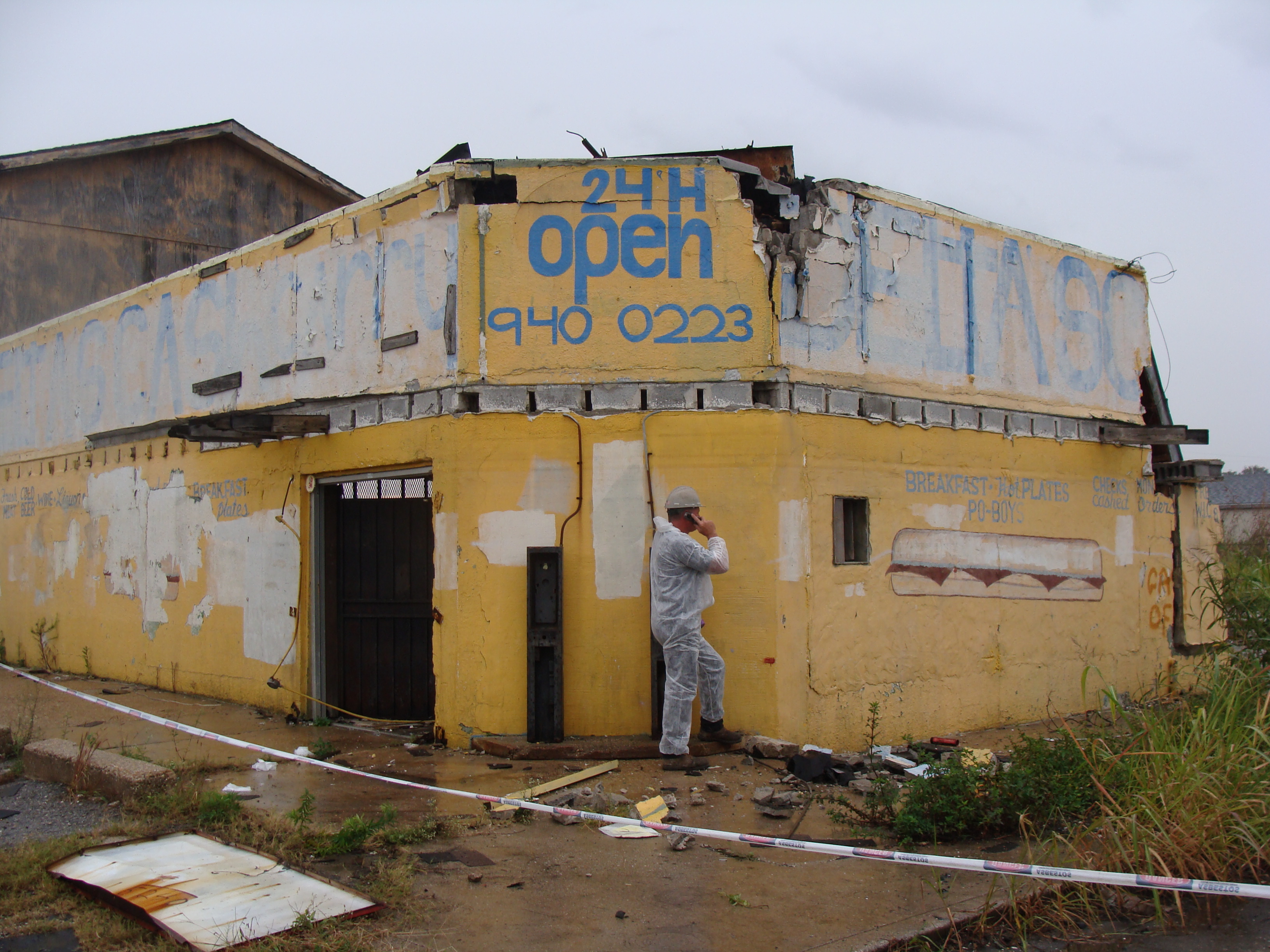
產業民主最大的不可執行性在於產業可以外移到沒有相關規定的地區，反而造成本地喪失產業。

產業民主是一種讓勞工在工作場所參與決策、權利與責任的管理模式。德文通常稱之“Mitbestimmung”，意謂共同決定；在德國，工廠的主任監督委員會（負責選出經理）一半由股東組成，一半則由工人組成。
產業民主通常指勞工對工作場所的直接管理，與此相對的則是私有或國有模式。也存在代表制的產業民主，產業民主還涉及經理階層、工會與雇員之間的協調機制。
產業民主的支持者認為此制能增加生產力，並改善工作氣氛。其它功能還包括減少紛爭、減少壓力、減少怠工現象等等。

## 現代資本主義
現代資本主義經濟體採用了產業民主的部份想法，一則是為了提高生產力，一則是為了調和矛盾。這種模式通常被稱為團隊合作。瑞典、德國、荷蘭、英國及包括豐田在內的數家日本公司都曾經採行，這是科學管理之外的另一種選擇。

## 社會主義
在19世紀晚期及20世紀初，產業民主與工聯主義是社會主義的主流之一。這兩派的勢力在西班牙內戰後遭到重创。但直到今天，欧美国家仍有許多主張產業民主的組織存在，而且勢力漸長。
毛澤東在1960年轉發《鞍山市委關於工業戰線上的技術革新和技術革命運動開展情況的報告》的批示中，有兩參一改三結合的想法。「兩參」即幹部參加生產勞動、工人參加企業管理；「一改」即改革不合理的规章制度；「三結合」即工人群眾、領導幹部與技術員結合。他稱此為鞍鋼憲法，與蘇聯馬鋼憲法之「一長制」管理相對。崔之元曾就「兩參一改三結合」與團隊合作及後福特主義的精神異同進行比較。

## 註記
1. 1 2  Peschek, Joseph G . Industrial Democracy[M]. John Wiley & Sons, Ltd, 2014.
2. ↑  崔之元，《鞍鋼憲法與後福特主義》 的存檔，存档日期2008-05-11.

## 外部連結
- Mondragon Corporacion Cooperativa, Spain
- Economic and Industrial Democracy: An International Journal （页面存档备份，存于）